# Tibiri, Maradi
Tibiri este o comună urbană din departamentul Guidan Roumdji, regiunea Maradi, Niger, cu o populație de 82.053 de locuitori (2001).